# ヘメット
ヘメット（Hemet）は、アメリカ合衆国カリフォルニア州のリバーサイド郡にある都市。人口は8万9833人（2020年）。 ロサンゼルスの南東130キロメートルに位置している。

## 歴史
カリフォルニア州が設立された1850年ころには定住を試みる者がいたが、水の確保が困難な地勢のため人数は限られていた。1895年に
サンジャシント川にダムが建設され灌漑農業が可能になり入植者が急増した。1910年に法人化し「ヘメット市」が誕生した。
温暖な気候のため1960年ころから定年後の移住地として注目されるようになり、トレーラーハウスなどの小型住宅が大量に供給された。

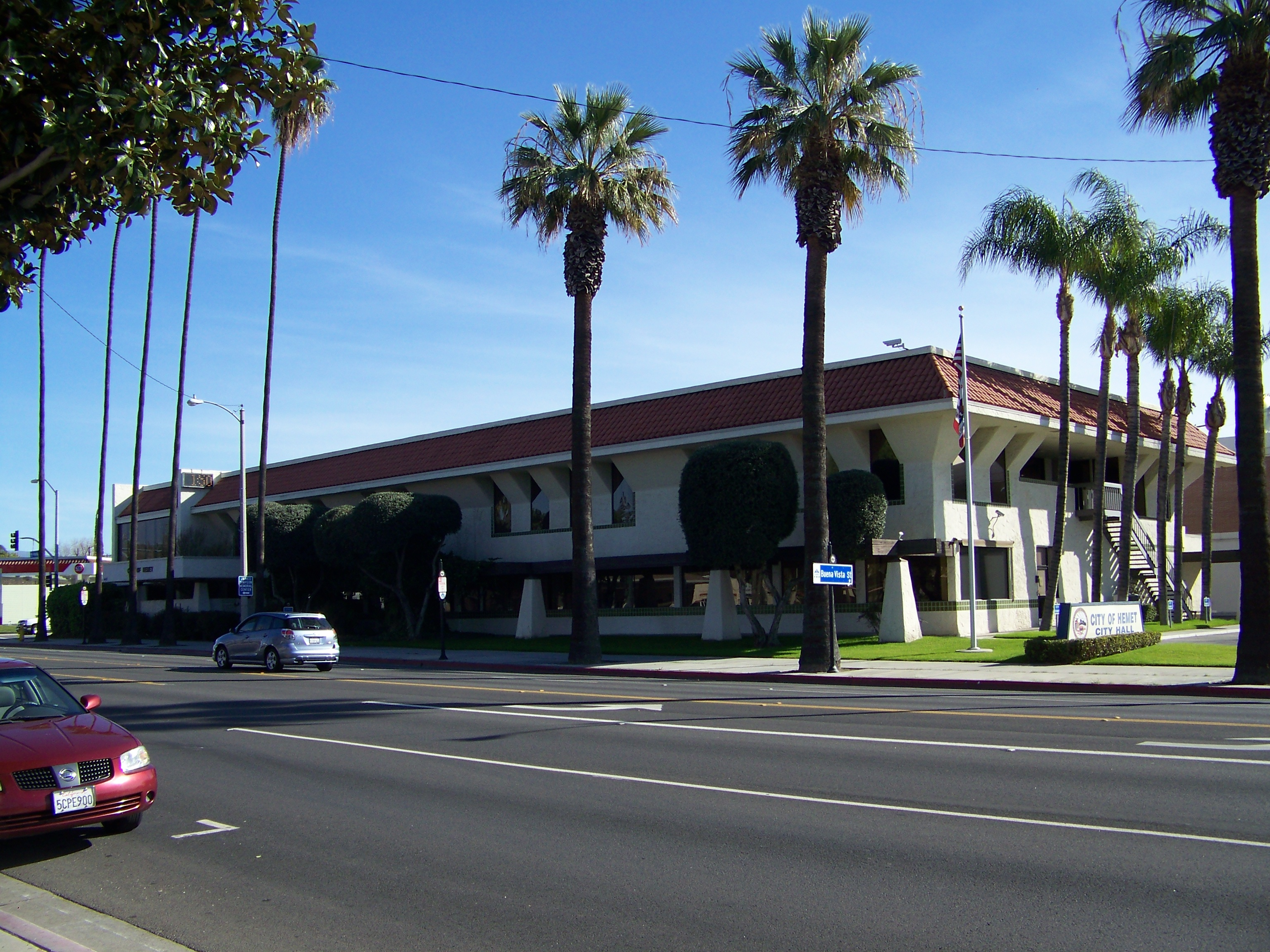
市役所

## 姉妹都市
和歌山県串本町の姉妹都市である。